# Дімітріс Мітропанос
Дімі́тріс Мітропа́нос (грец. Δημήτρης Μητροπάνος, нар. 2 квітня, 1948 — пом. 17 квітня, 2012) — грецький співак, один з найвизначніших виконавців лаїко.
Впродовж своєї музичної кар'єри Дімітріс Мітропанос співпрацював з найвідомішими грецькими композиторами, серед яких Григоріс Бітікоціс, Мікіс Теодоракіс, Ставрос Хархакос, Манос Хадзідакіс, Маріос Токас, Танос Мікрутсікос. Сам він вважається одним з найкращих виконавців грецької музики впродовж понад чотирьох десятиліть.

## Біографія
Дімітріс Мітропанос народився та жив до 16 років у місті Трикала, що у Фессалії. З ранніх років працював влітку, щоб допомогти родині — спершу офіціантом у ресторані, а потім на лісопилці. 1964 року вирушив до Афін і оселився у дядька на вулиці Ахарнон. Серед знайомих останнього був співак Григоріс Бітікоціс, Такіс Ламбропулос та музикант Йоргос Замбетас. Сам Мітропанос вважає Замбетаса своїм наставником та називає другим батьком. 1966 року Дімітріс Мітропанос познайомився із композитором Мікісом Теодоракісом. Він заспівав партії «Romiosini» та «Axion Esti» у серії концертів Грецією та на Кіпрі.
Свою першу платівку Мітропанос записав 1967 року, на ній також вийшла пісня «Салоніки». Іншою важливою віхою у творчості співака став 1972 рік. Мітропас та Петріс Салпеас записують «Agios Fevrouarios» на музику композитора Дімоса Муціса та слова Маноса Елефтеріу, що фактично ознаменувало новий етап у розвитку лаїко та грецької музики загалом. У липні 1999 року Мітропанос і Муціс знову зустрілися на сцені в Одеону Ірода Аттика з Дімітрою Галані і сопрано Юлії Суглаку два вечори в рамках Афінського фестивалю. Концерти були записані та випущені на подвійному компакт-диску через два місяці.
2001 року Дімітріс Мітропанос записав новий альбом «Στης Ψυχής Το Παρακάτω» у співпраці із Дімітрісом Пападімітріу. 2005 року вийшов ще один альбом «Πες Μου Τ' Αληθινά Σου», відкривала альбом пісня «Σβήσε Το Φεγγάρι».
У 2009 та 2010 роках співак здійснив кілька виступів із Пеггі Зіна в «Ιερά Οδός». 2010 року Дімітріс Мітропанос здійснив тур містами Північної Америки. Від вересня 2011 року до весни 2012 співак виступав спільно із Яннісом Коциросом та Дімітрісом Басісом у «Kentro Athinon».
Останні кілька років життя Дімітріс Мітропанос мав проблеми зі здоров'ям. 17 квітня 2012 року помер в Афінах через гострий набряк легенів. Поховання відбулось 19 квітня 2012 року на Першому афінському кладовищі.

## Визначні пісні
Кілька пісень із репертуару Дімітріса Мітропаноса стали надзвичайно популярними, майже народними, справжньою візитівкою грецької музики. Записи із виконанням Мітропаноса продовжують перевидавати, а самі пісні переспівують інші грецькі співаки (зокрема, Пасхаліс Терзіс, Глікерія, Дімітріс Басіс, Зафіріс Мелас, Лукас Йоркас, Антоніс Ремос, Янніс Коцирас, Марінелла, Нікос Макропулос, Нікос Ікономопулос, Стеліос Роккос, Пеггі Зіна, Деспіна Ванді, Йоргос Мазонакіс та інші). Серед таких пісень:
| - Σ'αναζητώ στη Σαλονίκη - Η Ρόζα - Tα Λαδαδικα - Έρχονται βράδια | - Πάντα γελαστοί - Σβήσε το φεγγάρι - Αλίμονο - Μην κλαις (вперше виконано Сотирією Беллу) |

## Премії та нагороди
- Січень 2013[8] — Почесна премія Johnnie Walker Man of the Year Awards 2012 [9].